# Elias David Häusser

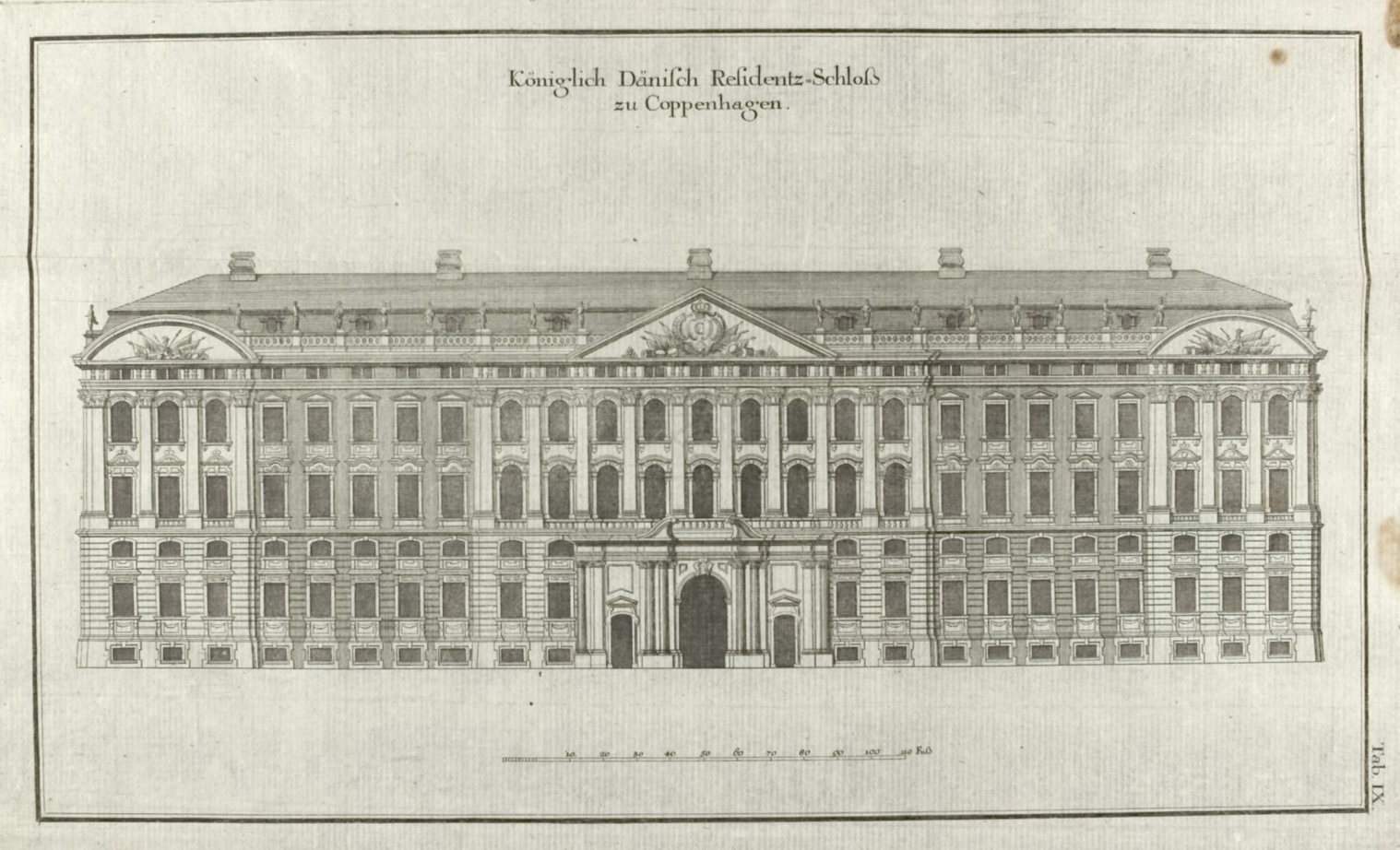
Schloss Christiansborg I, Kopenhagen, in einem Stich von Johann Friedrich Penther

Elias David Häusser (getauft 26. Juni 1687 in Erfurt; † 16. März 1745 in Nyborg) war ein deutscher Architekt des Spätbarock. Sein Hauptwerk, das Schloss Christiansborg, befand sich indes außerhalb Deutschlands.
Der dänische König Christian VI. berief ihn als Baumeister des neu zu erbauenden Schlosses Christiansborg I, welches ab dem Jahre 1731 an der Stelle der alten Burg von Kopenhagen geplant wurde. Das Schloss wurde in den Jahren 1733 bis 1745 errichtet und zählte zu einem der bedeutendsten Schlossbauten des 18. Jahrhunderts. Häussers Stil, der sich am Wiener Barock unter französischen Rokokoeinflüssen gebildet hatte, führte diesen modernen Architekturdialekt in Dänemark ein. Das Schloss Christiansborg I brannte im Jahre 1794 ab und wurde durch Christiansborg II ersetzt.
Von Häusser wurde auch das (erhaltene) Kommandantenhaus im Kastell von Kopenhagen errichtet.